# Phi-X174
El bacteriófago Phi-X174 es un bacteriófago de ADN monocatenario de la familia Microviridae que infecta a Escherichia. El genoma del bacteriófago Phi-X174 fue el primer ácido nucleico en ser secuenciado, en 1977, por Frederick Sanger. En 1962, Walter Fiers había ya demostrado la circularidad física, covalente del ADN de Phi X 174.
Este bacteriófago tiene una cantidad muy pequeña de ADN. Se identificaron 11 genes en 5.386 bases; conformado por un solo cromosoma, en una topología circular. Muchas de sus expresiones tiene similares funciones en los dos grupos. El contenido GC es del 44 % y el 95 % de los nucleótidos corresponde a genes codificantes.

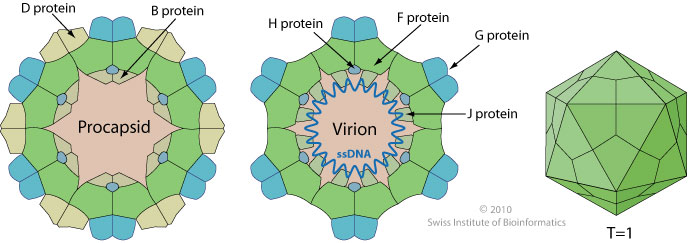
Dibujo esquemático de un virión del Sinsheimervirus (antes Phix174microvirus)